# Trinidad och Tobagos administrativa indelning

Trinidad och Tobagos administrative indelning.

Trinidad och Tobagos administrative indelning: Trinidad och Tobago är indelat i 16 administrativa distrikt. Ön Trinidad är indelad i 9 regioner (Regional Coorporation), 3 kommuner (Borough Coorporation) och 2 städer (City Coorporation). Ön Tobago är indelad i 2 distrikt som är underdelade i 7 församlingar (parish).

## Trinidad och Tobago
| Distrikt | Huvudstad     | Areal (km²) | Invånarantal |
| -------- | ------------- | ----------- | ------------ |
| 16       | Port of Spain | 5 154       | 1 261 500    |

## Trinidad

### Regioner
| Distrikt                                      | Huvudort      | Areal (km²) | Invånarantal |
| --------------------------------------------- | ------------- | ----------- | ------------ |
| Couva/Tabaquite/Talparo Regional Coorporation | Couva         | 720         | 162 800      |
| Diego Martin Regional Coorporation            | Petit Valley  | 128         | 105 700      |
| Mayaro/Rio Claro Regional Coorporation        | Río Claro     | 853         | 33 500       |
| Penal/Debe Regional Coorporation              | Penal         | 247         | 83 600       |
| Princes Town Regional Coorporation            | Princes Town  | 621         | 91 900       |
| San Juan/Laventille Regional Coorporation     | San Juan      | 220         | 157 300      |
| Sangre Grande Regional Coorporation           | Sangre Grande | 899         | 64 400       |
| Siparia Regional Coorporation                 | Siparia       | 510         | 81 900       |
| Tunapuna/Piarco Regional Coorporation         | Tunapuna      | 527         | 203 900      |
| Totalt                                        |               | 4 725       | 985 000      |

### Kommuner
| Kommun                            | Huvudort     | Areal (km²) | Invånarantal |
| --------------------------------- | ------------ | ----------- | ------------ |
| Arima Borough Coorporation        | Arima        | 11          | 32 300       |
| Chaguanas Borough Coorporation    | Chaguanas    | 59          | 67 400       |
| Point Fortin Borough Coorporation | Point Fortin | 24          | 19 100       |
| Totalt                            |              | 94          | 118 800      |

### Städer
| Stadsområde                     | Huvudort      | Areal (km²) | Invånarantal |
| ------------------------------- | ------------- | ----------- | ------------ |
| Port of Spain City Coorporation | Port of Spain | 13          | 58 500       |
| San Fernando City Coorporation  | San Fernando  | 19          | 55 000       |
| Totalt                          |               | 32          | 113 500      |

## Tobago

### Distrikt
| Distrikt       | Huvudort    | Areal (km²) | Invånarantal |
| -------------- | ----------- | ----------- | ------------ |
| Western Tobago | Scarborough | 88          | 29 300       |
| Eastern Tobago | Roxborough  | 215         | 14 900       |
| Totalt         |             | 303         | 44 200       |

### Församlingar
- Parish of Saint Andrew
- Parish of Saint David
- Parish of Saint George
- Parish of Saint John
- Parish of Saint Mary
- Parish of Saint Patrick
- Parish of Saint Paul